# CS/LS06
CS/LS06 или CF-05, также известный как пистолет-пулемет Changfeng — пистолет-пулемет, разработанный компанией Chongqing Chang Feng Co. Ltd в начале 1990-х годов в ответ на потребность Китая в новом пистолете-пулемёте. 
Он был разработан той же командой, которая разработала пистолет QSZ-92, который в настоящее время является основным пистолетом, используемым НОАК и НВПК.  Конструкция CF-05 может использовать боеприпасы Parabellum 9 × 19 мм, которые используются во всем мире для большинства пистолетов и пистолетов-пулемётов, используемых вооруженными силами и правоохранительными органами.

## Разработка
CF-05 был разработан Цин Шаншэном, старшим конструктором Chongqing ChangFeng Corporation, который также разработал пистолет QSZ-92 .  По словам конструктора, CF-05 был его частным проектом, инициированным в период с 1993 по 1994 год, и до 1996 года внимание директора завода не привлекалось.  Ранние прототипы были построены для участия в проекте 5,8-мм бесшумного пистолета-пулемета для Народно-освободительной армии Китая. Первые прототипы имели вариант вторичной подачи с пистолетным магазином, вставленным в рукоятку пистолета, в дополнение к характерному шнековому магазину, вставленному в отверстие для подачи, расположенное в задней части оружия, благодаря чему магазин работает как ложа двойного назначения. Как только основной магазин может быть израсходован, стрелок может переключиться на дополнительный магазин, чтобы продолжить стрельбу. В ходе испытаний была изменена конструкция тыльной части из-за неудобства эргономики, а также специалист по стрелковому оружию счел эстетически неприятным отверстие для кормушки в задней части оружия. В конце концов, Changfeng проиграл  QCW-05 корпорации Jianshe в 2001 году.
Проиграв QCW-05, Changfeng решила, что экспортные продажи должны быть приоритетом, и им нужно было сделать 9-миллиметровую версию, позже названную QC-9.  Команда разработчиков внесла ряд других улучшений, направленных на повышение эргономики и надежности конструкции. Во втором прототипе шнековый магазин был перемещен вверх, а также оснащен новым телескопическим прикладом. В третьем прототипе усовершенствовали приклад. При испытаниях от варианта вторичной подачи отказались из-за возможности внесения сбоев, вызванных человеческим фактором во время полевых работ. В марте 2004 г. доработанный прототип, в котором была исключена функция вторичной подачи, прошел проверку, прежде чем в мае 2005 г. был завершен проект.  Доработанный прототип получил внутреннее обозначение CF-05. В 2006 году были предприняты усилия по экспорту, что дало производственное обозначение CS/LS06 — текущее название, под которым Norinco продаёт пистолет-пулемёт на экспорт .  

## Конструкция
Пистолет-пулемет CF05 представляет собой оружие со свободным затвором под патрон 9×19 мм. Стрельба ведется из закрытого затвора телескопической конструкции, который наматывается на ствол. Питание оружия осуществляется из шнекового магазина на 50 патронов, расположенного в верхней части полимерной ствольной коробки. Он оснащен складным прикладом, а на стволе имеется резьба для крепления глушителя. Другие аксессуары могут включать лазерный целеуказатель, тактический фонарь и дневную оптику. 
Последняя модель CS/LS06 отличается модифицированной полимерной фурнитурой, передней пистолетной рукояткой с другим углом захвата, измененной спусковой скобой, другим дизайном ложи и пиктографической маркировкой селектора. Хотя он внешне похож на Calico M950, система подачи имеет совершенно новый принцип работы из-за преемственности от CS/LS06 с задней. Шнековый магазин содержит винтовые скользящие канавки на внутренних стенках. Когда планер вращается вокруг центральной оси, патроны следуют по винтовой дорожке внутри цилиндра. Такая конструкция пистолета позволяет применить 50 патронов в относительно компактном магазине.  

## Варианты
Пистолет-пулемет Changfeng
Ранний прототип под патрон 5,8 × 21 мм .
QC-9
Ранний прототип под 9 × 19 мм .
CF-05
Доработанный прототип под 9 × 19 мм .
CS/LS06
Экспортное обозначение от Norinco .

## Страны-эксплуатанты
- Китай [7]
- Мьянма [6]
- Уганда [8]
- Венесуэла [9]